# Holub atolový
Holub atolový (Ptilinopus coralensis) je středně velký pták z čeledi holubovití. Vyskytuje se převážně na ostrovech v souostroví Tuamotu ve Francouzské Polynésii. Podle IUCN patří tento druh mezi „téměř ohrožené druhy“ (NT).

## Popis
Holub atolový je dlouhý 22–24 cm (ocas je dlouhý asi 9,5 cm, zobák 1,4 cm). Živí se převážně ovocem, semeny a hmyzem. Křídlo je dlouhé 14,2 cm. Má převážně zelené peří. Zobák je žlutě zbarvený. Na břiše má žluto-zelené peří. Většinou ho jde zahlédnout samostatně nebo ve dvojicích, ale někdy i ve větších hejnech. 

## Synonyma
- Kutreron coralensis (Bonaparte, 1855)[4]
- Ptilonopus coralensis (G. R. Gray, 1859)[5]
- Ptilopus smithsonianus (Salvadori, 1893)[6]